# Duché de Carinthie
Pour les articles homonymes, voir Carinthie.
976–1919
Entités précédentes :
- Duché de Bavière

Entités suivantes :
- Land de Carinthie

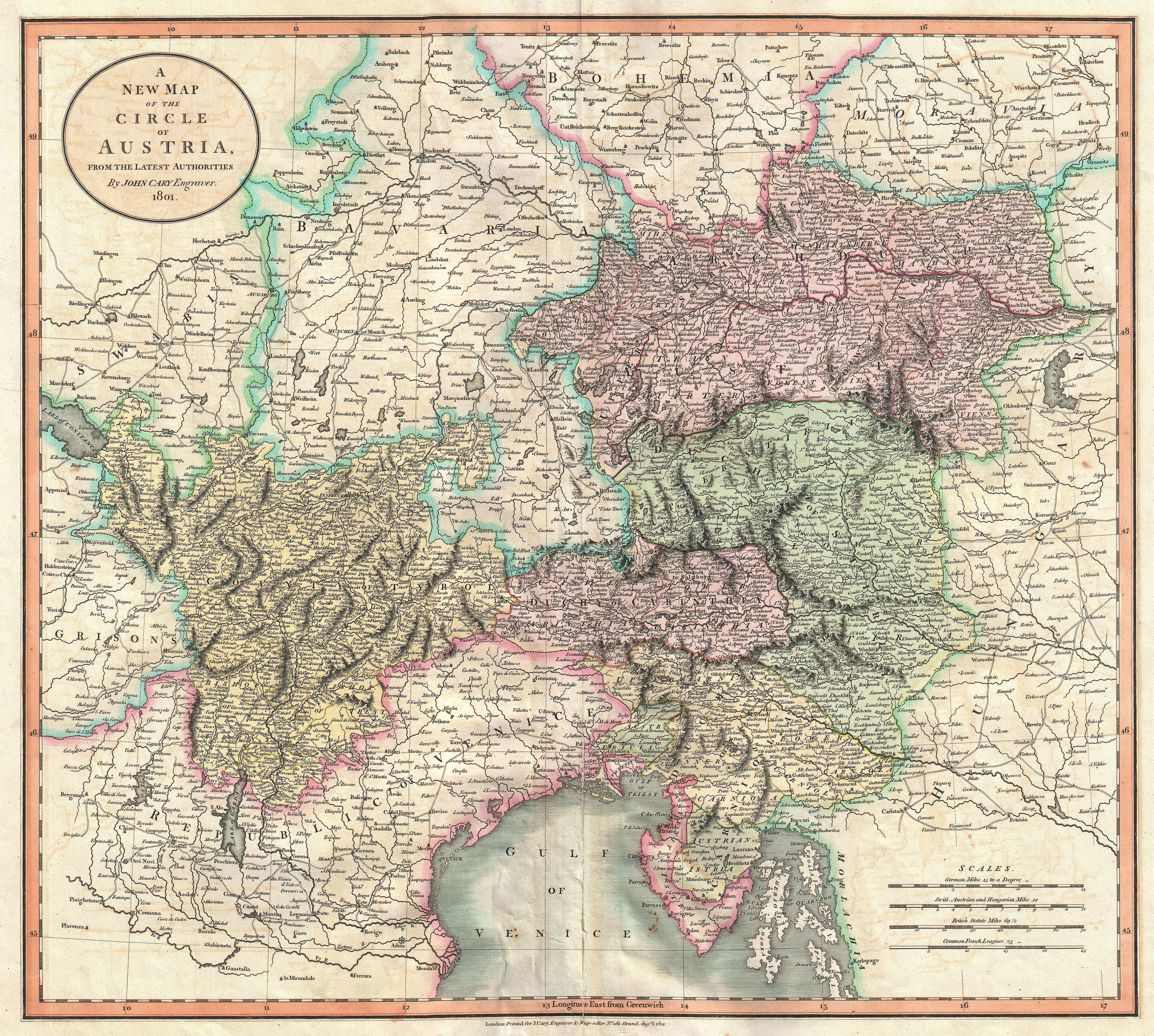
Le duché de Carinthie (en rose) dans le cercle d'Autriche.

Le duché de Carinthie (en allemand : Herzogtum Kärnten, en slovène : Vojvodina Koroška) était un duché du Saint-Empire romain germanique, sur un territoire aujourd'hui partagé entre l'Autriche et la Slovénie. Fondé en 976 par la séparation avec le duché de Bavière, il a constitué le premier État autonome à côté des cinq duchés ethniques germaniques de l'ancienne Francie orientale. Acquis par la maison de Habsbourg en 1335, il faisait partie des pays héréditaires autrichiens et une partie intégrante de l'Autriche intérieure, conjointement avec les duchés adjacents de Styrie et de Carniole.
Le duché fut une principauté et un État du Saint-Empire romain jusqu'à sa dissolution en 1806, puis de l'empire d'Autriche et de la double-monarchie d'Autriche-Hongrie jusqu'en 1918. Depuis, il recouvre principalement le land autrichien de Carinthie.

## Histoire
Le territoire, autrefois une partie de la province romaine de Norique, au VIIe siècle, appartient à la principauté slave de Carantanie (Karantanija), qui tomba peu à peu sous le contrôle et l'influence des Francs et du duché de Bavière. Soumis par le duc Odilon en 743, la principauté faisait partie de l'empire Carolingien de Charlemagne et de son fils Louis le Pieux. Le premier margrave ou marquis de Carantanie, Helmwin, est nommé en 828 à la suite de la rébellion du prince Ljudevit Posavski, lors de la création des margraviats issus de la division du marquisat du Frioul par l'empereur Louis.
Avec la partition par le traité de Verdun, conclu en août 843, la Carantanie passe à la Francie orientale sous le règne du roi Louis le Germanique (Louis II de Germanie) et de son fils Carloman de Bavière. Elle devient ensuite le centre de la seigneurie de son fils, Arnulf, empereur d'Occident de 896 à 899. Après le décès d'Arnulf, les ducs de Bavière à nouveau dominent le pays. Également après la « désastreuse » bataille de Presbourg contre les Magyars en 907, les Bavarois peuvent conserver leur suprématie. En 947, leur duché passe à la dynastie royale des Ludolphides (Ottoniens). Les domaines à l'est sont récupérés sous le règne du roi Otton Ier après avoir vaincu les Magyars à la bataille du Lechfeld en 955.

### Duché autonome

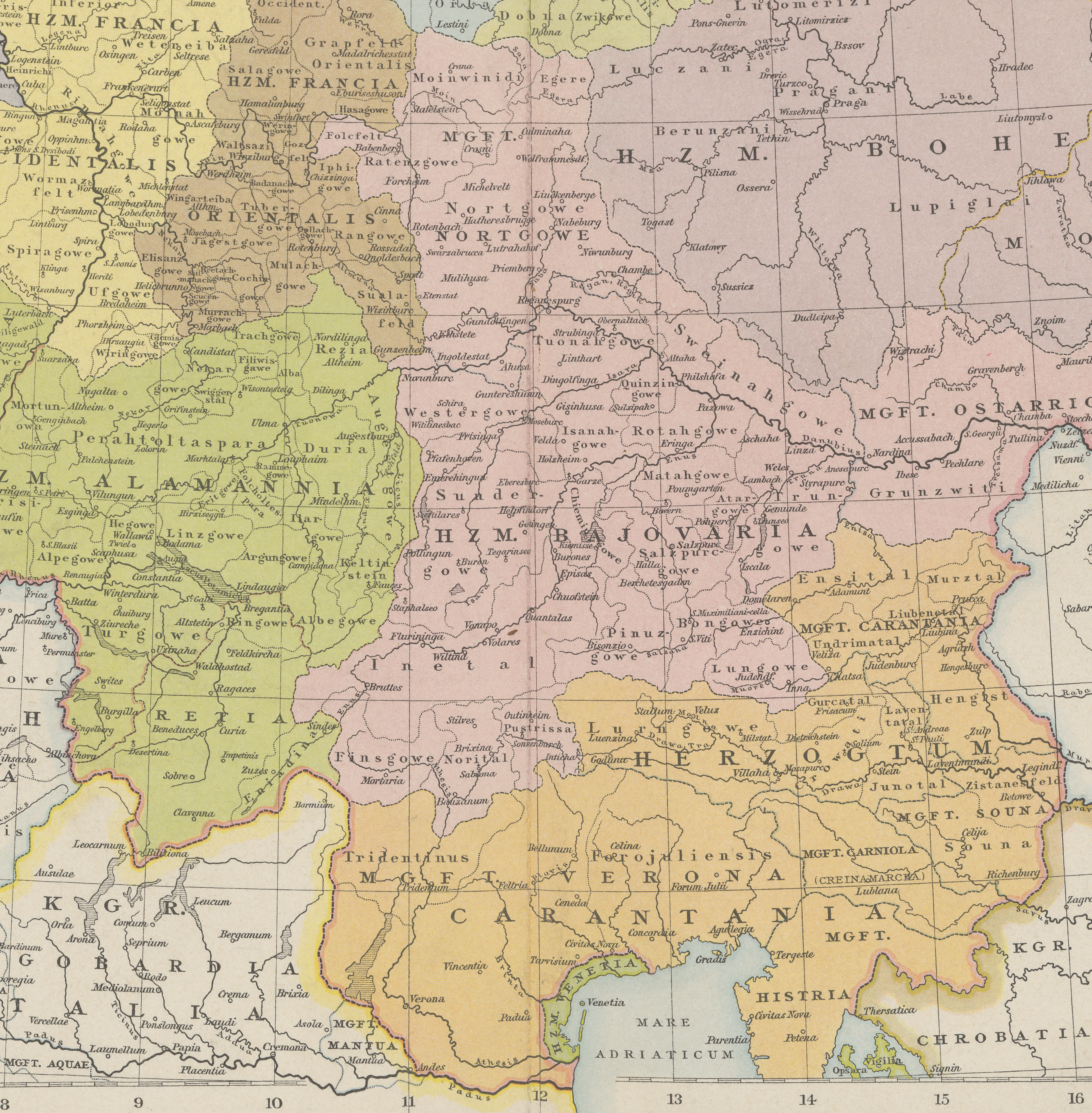
Les dominions des ducs de Carinthie (en orange), vers l'an 1000

L'histoire du duché autonome de Carinthie débute en l'an 976 après la rébellion du duc Henri II de Bavière, dit « le Querelleur », le cousin de l'empereur Otton II. Avec sa destitution, le monarque saisit l'occasion de réorganiser les domaines dans le sud-est de son royaume de Germanie : il sépare les territoires de l'ancienne principauté de Carantanie (la future Carinthie), de façon à réduire le pouvoir des ducs bavarois. Henri le Jeune, un descendant du margrave Léopold († 907), est nommé premier duc de Carinthie. Son domaine comportait aussi la marche sur la Mur (Mark an der Mur, plus tard la marche de Styrie, Steiermark) dans l'est et la marche de Carniole (Krain) au sud des Karavanke. Initialement, les ducs de Carinthie régnaient aussi sur la vaste marche de Vérone en Italie, avec le Frioul et la péninsule d'Istrie.
Néanmoins, l'empereur a souhaité garder le contrôle : deux ans plus tard seulement, il confie le duché à Otton Ier, de la dynastie salienne, qui a gouverné jusqu'en 983, puis de 995 à 1004. Tout d'abord, les souverains germaniques essayaient d'empêcher la création d'un fief héréditaire. Une première lignée locale des ducs carinthiens fut fondée avec la concession de Adalbéron Ier d'Eppenstein qui est nommé duc par le roi Henri II en 1011. Toutefois, après des conflits armés avec la dynastie salienne, on lui enlève la charge en 1035 et la maison royale elle-même gouverne le duché, notamment Conrad le Jeune, un cousin de l'empereur Conrad II, et le roi Henri III, ensuite des dynasties différentes provenant de la Franconie et de la Souabe.
Sous leur gouvernement, de nombreuses grandes propriétés sont confiées à l'Église : en 1007 déjà, les évêques du nouveau diocèse de Bamberg obtiennent les domaines autour de Villach avec la vallée de Tarvis jusqu'à Pontebba, ainsi que les villes de Feldkirchen et de Wolfsberg des mains du roi Henri II. Les archevêques de Salzbourg sont en possession de Friesach, la plus ancienne ville de Carinthie et un centre de commerce important. Dans le courant du XIe siècle, l’ordre de Saint-Benoît fonde plusieurs monastères, comme à Sankt Georgen, Ossiach, Gurk (par Sainte Emma), Millstatt, Saint-Paul du Lavanttal et Arnoldstein. Le diocèse de Gurk (Dioecesis Gurcensis), le premier suffragant de l'archidiocèse de Salzbourg, est fondé vers l'an 1072.

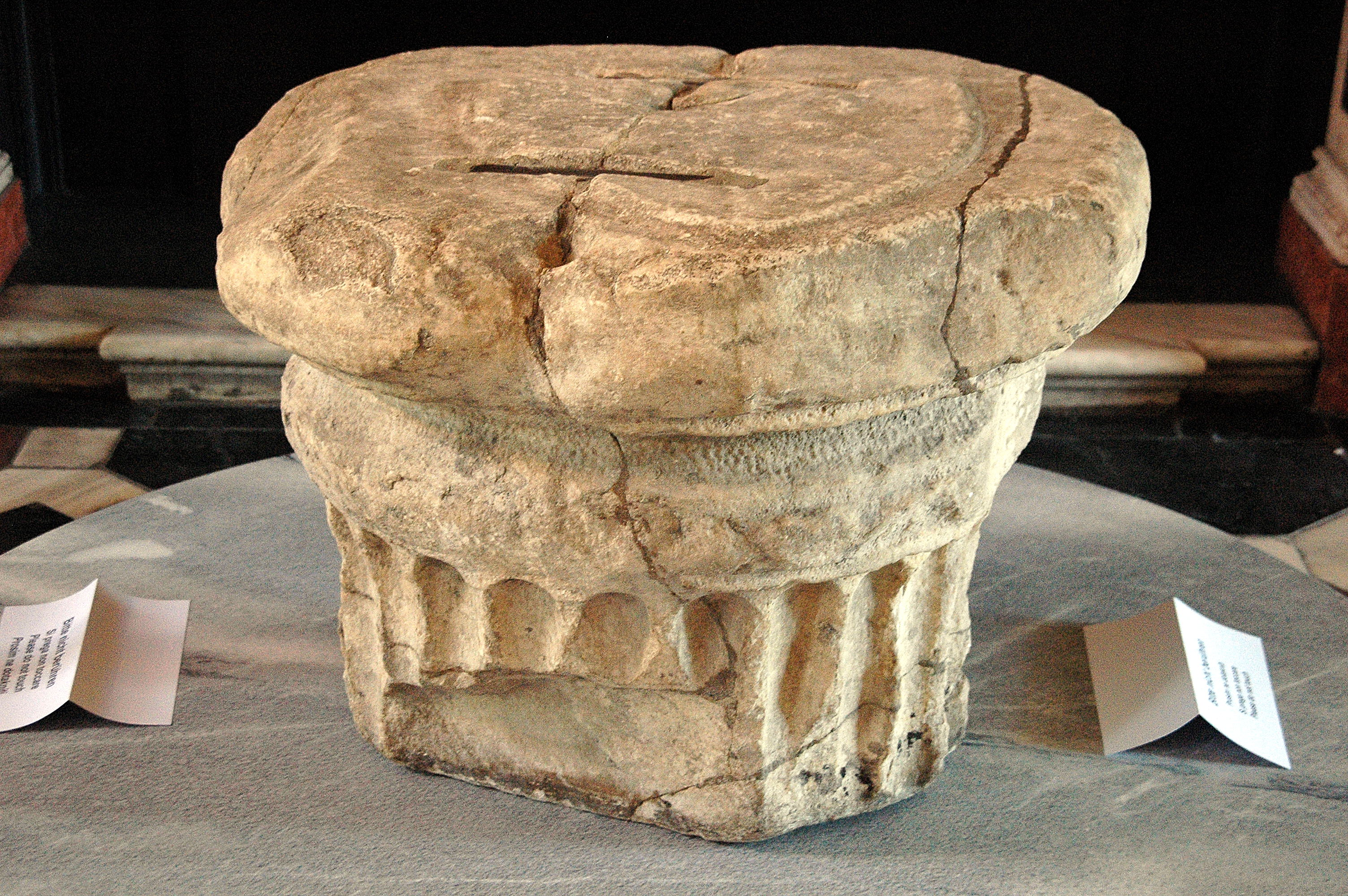
L'ancienne « pierre des princes » joua un rôle important dans le rituel d'installation des ducs de Carinthie

Le duché reste encore dans la possession des Eppenstein de 1073 à  1122 : notamment, le roi Henri IV l'assigne en 1076 à Luitpold, son fidèle soutien pendant la querelle des Investitures. La branche s'éteint en 1122, à la mort du duc Henri IV de Carinthie, avant que ses héritiers de la maison rhénane de Sponheim ne le dirigent pendant cent soixante ans. Les ducs font de Sankt Veit leur résidence. Sous le gouvernement de Bernard de Carinthie (1202-1256), le pays connait un développement économique et culturel. Cependant, le gouvernement de la marche de Vérone est perdu, la marche d'Istrie passe à la maison d'Andechs en tant que ducs de Méranie, et en 1180, l'empereur Frédéric Barberousse crée le duché de Styrie, confié à l'ancien margrave bavarois Ottokar IV. De plus, la Carinthie réduite est assiégée par les prince-archevêques de Salzbourg, les princes-évêques de Frisingue et de Bamberg, ainsi que les comtes de Goritz autour de Lienz à l'ouest. Au nord-est, le duché d'Autriche, gouverné par la maison de Babenberg, commence à s'étendre sur de nouveaux territoires.

### Territoire des Habsbourg
Après l'extinction des Sponheim à la mort du duc Ulrich III en 1269, le duché de Carinthie avec la marche de Carniole échoit au roi Ottokar II de Bohême sur la base d'un accord de succession – malgré les protestations du frère cadet d'Ulrich, Philippe de Sponheim. Pendant le Grand Interrègne, Ottokar a déjà obtenu la suprématie sur les duchés d'Autriche et de Styrie et également posé sa candidature pour l'élection en tant que roi des Romains. Toutefois, en 1273, le comte Rodolphe de Habsbourg est élu roi et il exige tout de suite le remboursement des fiefs impériaux. En 1276, la Carinthie, l'Autriche et la Styrie sont confisquées. Après avoir vaincu Ottokar à la bataille de Marchfeld en 1278, Rodolphe de Habsbourg remet en 1286 le duché de Carinthie à son allié Meinhard de Goritz, comte de Tyrol. Le règne de la maison de Goritz a duré jusqu'en 1335, à la mort du duc Henri de Carinthie, le dernier représentant mâle de la lignée.

Les pays autrichiens au XIVe siècle.

Ensuite, l'empereur Louis IV donne la Carinthie en fief aux ducs Albert II et Othon d'Autriche de la maison de Habsbourg. 
Les Habsbourg héritent des duchés de Carinthie, d'Autriche et de Styrie qu'ils conservent jusqu'en 1918. 
À l'instar des autres composantes d'un ensemble des territoires du Saint-Empire, la Carinthie est restée longtemps un État semi-autonome ayant sa propre structure constitutionnelle. 
À deux reprises, les Habsbourg divisent leurs domaines, par le traité de Neuberg en 1379 et encore en 1564 ; le duché de Carinthie reste à chaque fois une partie de l'Autriche intérieure au sein des territoires héréditaires des Habsbourg, gouvernée avec la Styrie et la Carniole élevée au rang de duché en 1364. 
À cela s'ajoutent en 1500 les pays ancestraux des comtes de Goritz autour de Lienz et de Gorizia.
Vers la fin du XVe siècle, la Carinthie est ravagée plusieurs fois par les troupes ottomanes qui incendient et pillent les vallées, laissant la population rurale sans défense. 
La situation est encore aggravée par le fait que les forces du roi Matthias Ier de Hongrie, en conflit avec l'empereur Frédéric III, occupent le pays à partir de 1480. 
Par conséquent, de nombreuses révoltes et protestations se produisent, jusqu'à la guerre des Paysans en 1525. 
En 1518, le gouvernement des Habsbourg transfère son siège à Klagenfurt. 
Plusieurs fortifications, surtout le château de Hochosterwitz, sont construites face à la menace ottomane.

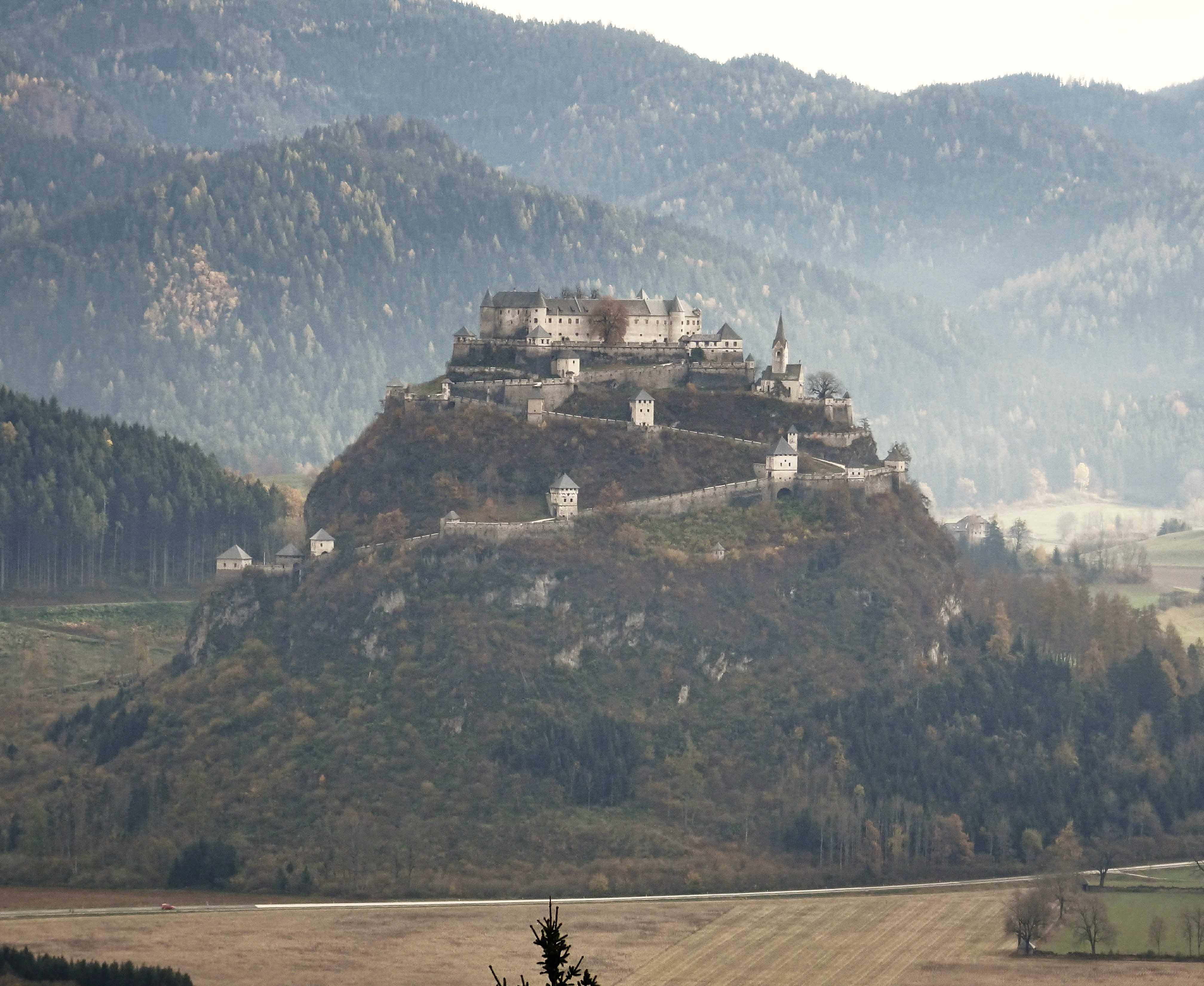
Le château d'Hochosterwitz.

Au XVIe siècle, la Réforme protestante gagne du terrain en Carinthie. 
Après la paix d'Augsbourg en 1555, fondée sur le principe : « cujus regio, ejus religio » (« tel prince, telle religion »), les pays des Habsbourg demeurent formellement catholiques ; toutefois, la noblesse locale demande la liberté religieuse que l'archiduc Charles II doit leur accorder en 1578. 
Le fils de Charles, Ferdinand II engage la Contre-Réforme vers 1600. 
Un grand nombre d'habitants partent en exil, ce qui entraîne une grave crise économique. Les mesures de Ferdinand, empereur plus tardif, conduisent finalement à la guerre de Trente Ans.
L'économie commence à se redresser sous le règne de l'impératrice Marie-Thérèse à partir de 1740. 
Avec son fils Joseph II, elle essaie de créer une monarchie de Habsbourg plus unitaire, notamment par des réformes administratives. 
Après plus de sept cents ans, les possessions carinthiennes des évêques de Bamberg sont acquises et incorporées en 1759. 
L'Acte de tolérance accorde enfin en 1781 aux protestants la liberté d'exercice pour leur religion et les droits de citoyenneté.

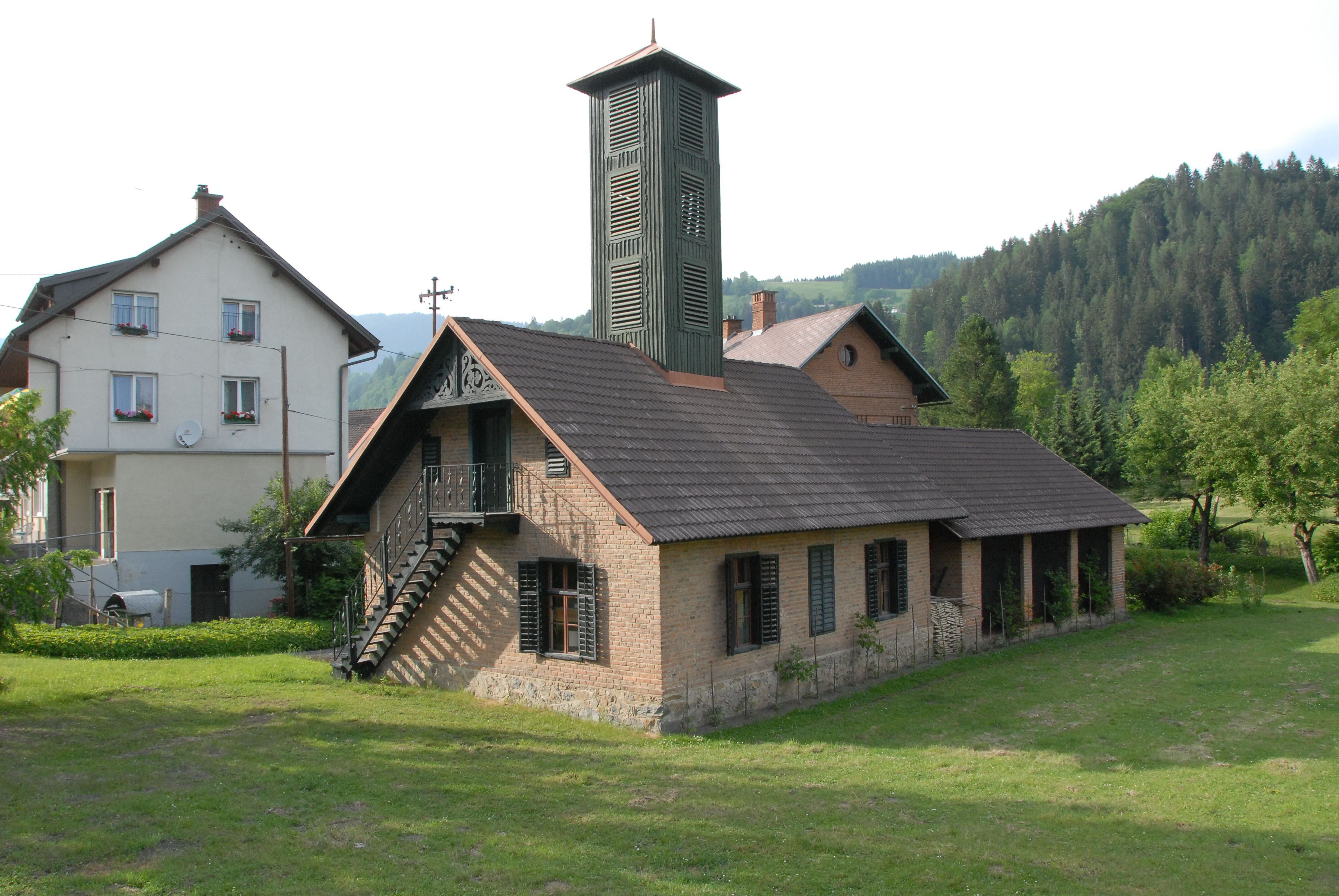
Ancienne usine sidérurgique de Himmelberg.

La Carinthie est alors une importante région productrice de fer et d'acier. 
Sous le règne de Marie-Thérèse, ces industries emploient 6 000 travailleurs et produisent 700 000 quintaux de fer et d'acier par an ; l'impératrice-reine prélève un droit de 15 sols par quintal, plus les droits de sortie à l'exportation.
Pendant les guerres de Coalitions contre la France révolutionnaire et napoléonienne, le territoire de la Carinthie se transforme en champ de bataille au cours de la campagne d'Italie en 1797. 
Le 27 mars, les troupes françaises, sous les ordres d'André Masséna, occupent la ville de Klagenfurt, suivies par Napoléon lui-même deux jours plus tard. 
Une deuxième invasion est lancée en novembre 1805. Par le traité de Schönbrunn, conclu en 1809, l'État des Habsbourg, devenu l'empire d'Autriche, doit céder le territoires de la Haute-Carinthie, de la Carniole, de Gorizia et Gradisca, de l'Istrie et une partie de la Croatie à l'Empire français. 
Napoléon rassemble le tout avec la Dalmatie dans les Provinces illyriennes. 
L'ensemble du territoire est repris par l'Autriche en 1813 qui érige alors en 1816 un royaume d'Illyrie comprenant toute la Carinthie. Au fil des siècles, l'allemand s'est étendu aux dépens du slovène.

### AuXXesiècle
À la suite de la dissolution de l'Autriche-Hongrie à la fin de la Première Guerre mondiale, un plébiscite a lieu le 10 octobre 1920 afin de régler le sort de la Carinthie. La province est divisée en trois, la plus grande partie allant à l'Autriche, où elle forme un état, une autre au royaume de Yougoslavie (aujourd'hui république de Slovénie) et la vallée du Kanaltal / Kanalska dolina au royaume d'Italie.